# 1944 en Autriche

## Événements

### Décembre
- 18 décembre : bombardement de la gare de Graz[1].